# Batthyány Elemér
Németújvári gróf Batthyány Elemér Boldizsár Kázmér (Pest, 1847. április 8. – Budapest, 1932. január 9.), a Magyar Lovaregylet elnöke (1891–1907), európai hírű sportember, lótenyésztő és versenyző, utazó, az 1867-es kiegyezés után huszárhadnagy. Gróf Batthyány Lajos miniszterelnök és gróf Zichy Antónia fia. Nőtlen volt, gyermekek nélkül hunyt el.

## Élete

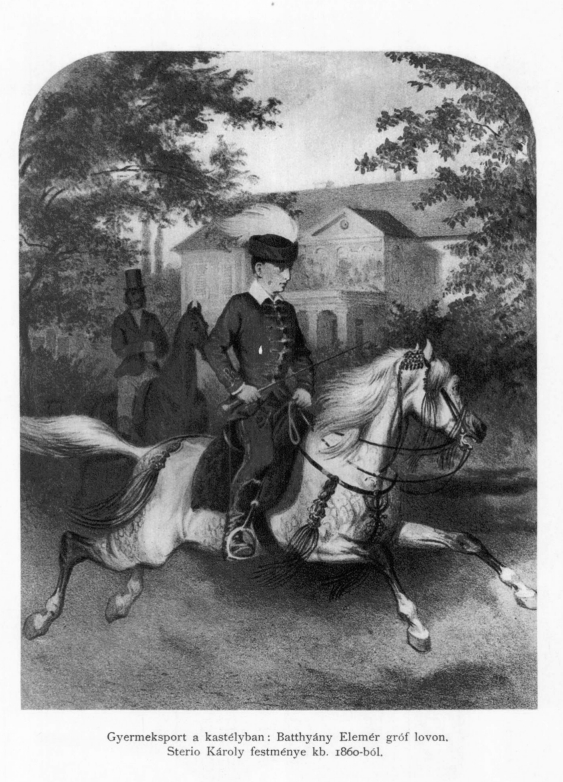
Sterio Károly festményén az ikervári kastélynál cirka 1860-ban

Még két éves sem volt, amikor édesapját, gróf Batthyány Lajost, az első magyar miniszterelnököt kivégezték. Ezt követően édesanyjával 1856-ig külföldön tartózkodtak, majd mikor nővérei elérték a kort, hogy férjhez mehessenek, hazatértek. Szigorú rendőri megfigyelés alatt tartották őket. A fennmaradt jelentésekből tudni, hogy amikor a Sváb-hegyen laktak, barátja lett Eötvös Loránd, a későbbi világhírű fizikus, akivel csintalanságukkal valóságos rémei a csendes helynek.
Édesanyja, gróf Zichy Antónia már kisgyermek korában belenevelte a Habsburgok iránti ellenszenvet, ami lovaregyleti elnökként (1891–1907) kisebb kellemetlenségekhez is vezetett: nem volt hajlandó találkozni Ferenc Józseffel, amikor kilátogatott a versenyekre. Bántódás mégsem érte. Bár a királyné meghívását – egy, Andrássy Gyula által megszervezett „összeismertetés” után megenyhülve – végül elfogadta Gödöllőre, hamarosan pedig „teljesen a személye bűvkörébe került”, s gyakorta részt vett falkavadászatain, a királyt azonban tüntetőleg ezeken is levegőnek nézte.
1867-ben az alakuló kereskedelmi minisztériumban forgalmazóként dolgozott. Szintén ettől az évtől kezdve a Nemzeti Casino rendes tagja volt.
Amint nagykorúvá vált, katonai pályára lépett, és a kiegyezés után honvéd huszárhadnaggyá avatták. A lovasságnál eltöltött évek után egyenes út vezetett az úrlovassport felé. Először 1869-ben tűnt fel a lóversenysportban, amikor egy lepsényi úrlovas versenyen a második helyen végzett. Egy évvel később már saját lovaival nevezett a pesti versenyekre, de különösebb sikerek nélkül. Első győzelmét úrlovasként 1873-ban aratta egy pesti vadászversenyen, legkomolyabb sikereit 1891-ben és 1892-ben érte el, amikor lovai (Gaga és Gourmand) megnyerték Bécsben a Monarchia Derbyjét. Nem tartozott az igazán sikeres úrlovasok közé, viszont annál nagyobb eredményeket ért el a tenyésztésben és a versenyeztetésben. Népszerűségét a sportszerű és tisztességes magatartásnak köszönhette elsősorban, amelyet a pályákon képviselt. Dákai birtokán nagy hírű ménest tartott. Gaga mellett Ganach és Mindig ivadékai milliókat nyertek Batthyány-méneséből.
1875-ben elsőként vállalkozott, a Magyarországon akkor még ismeretlen, angol játék, a „labdázás lovon” bemutatására, ezzel majd 10 évvel megelőzve gróf Andrássy Géza kezdeményezését, amikoris létrejött és megerősödött a lovaspóló sport, az 1880-as évek közepétől (amit később – már mint a Lovaregylet elnöke, – a pálya helyszínének biztosításával, illetve további 1000 koronával támogatott).
A gróf igazi sportemberként lelkes vadász volt. 1874-ben – egy a Földet megkerülő út kezdeti részeként báró Orczy Elekkel (1843–1916) és Csetvertinszky Borisz herceggel (1850–1911); erről az útjáról két tigriskölyköt is hazahozott, melyeket a pesti állatkertnek ajánlott, és 1877-ig ikervári birtokán nevelt – és 1904-ben – Nádasdy Ferenccel és gróf Széchény Lászlóval – Indiában tigrisekre és elefántokra is vadászott. De az első korcsolyázók között is között ott volt az 1870-es években barátaival.
1875-ben lett tagja a Magyar Lovar Egyletnek, majd ezen belül 1880-ban az akkor újonnan alakult „Versenyigazgatóság” öt tagja közé választotta az ausztriai Jockeyclub Comitéja, mint annak képviselőit. 1881-ben közfelkiáltással elnökhelyettes lett. 1887-ben ő kezdeményezte a Szent István-dij elnevezésű, a tervek szerint a monarchiában a legnagyobb nemzetközi verseny-díjat, ami a 20. században valóban az egyik legrangosabb versenyek egyike lett. Amikor Károlyi Gyula, addigi elnök 1890 novemberében meghalt vette át az egylet vezetését 1907 decemberi lemondásáig, amikor igazgatósági tagságától is megvált. 1908-ben örökös tiszteletbeli igazgatónak választották addigi legfőbb eredményei miatt: mint hogy az egylet részére ő létesítette a nagy versenyistálló telepét a fővárosban és vette meg az alagi birtokot, hogy ott a kontinens egyik legnagyobb  training telepét hozza létre.  Befolyásával elérte, hogy a Budapesti versenytért nem vették el állami célokra. Elnöksége alatt a szabályokat mindig és mindenkivel betartatta, a legnevesebb zsokét, a legelőkelőbb istállót is szigorúan megbüntette, ha a visszaélés legkisebb jele is mutatkozott, így a magyar versenyügy európai rangra emelkedett. Munkásságát például az angol Jocky Club is elismerte, amikor a rendkívül szigorú szervezet 1893-ban tiszteletbeli tagjává választotta. „...mindenki ismeri Budapesten,” „Került minden nyilvános szereplést a gyep bírói páholyán kívüll, mégis népszerű és kedvelt alakja” a városnak, „Batthyány volt a turf koronázatlan királya” – írta róla Krúdy Gyula, A XIX. század vizitkártyái című, a kor történelmi portréit felsorakoztató kötetében.
1916-ban minden ingatlanát eladta (édesanyja végrendeleti akarata ellenére Dákát nővérének, Ilonának, Ikervárt pedig az államnak), mivel az első világháború miatt a bankok visszakövetelték az általa felvett kölcsönöket, csak a pesti Kaas Ivor utcai Batthyány-palotát tartotta meg, ahol nagy értékű műkincseket halmozott fel.
Élete utolsó szakaszában a közélet más területein is szerepet vállalt. A régi főrendiháznak élethossziglan megválasztott tagja volt, majd 1927-től a felsőház tagjává a kormányzó nevezte ki.
A Batthyány-mauzóleumban helyezték végső nyugalomra.

## Emlékezete
Alagon (amely 1950-től ismét Dunakeszi része lett):
- Halála után utcát neveztek el róla, bár egy ideig átnevezték, a rendszerváltás után hamar helyére állították az elnevezést.[10]
- A Nándori utca‒Fóti út sarkán Batthyány emlékmű is őrzi itt emlékét. A hófehér mészkő mellszobor 1932-ben készült, és 1936-ban állítottak fel. A második világháború alatt a Lovaregylet egyik dolgozója elrejtette, majd az 1960-s években Budapestre került a Kincsem Parkba, végül 2002-ben Lengyel István dunakeszi művész-tanár felújította a szobrot, talapzatot és méltó hátteret készített számára.
- A tréningtelep területén, a főbejárattól nem messze az út mentén került elhelyezésre az 1990-es években emléktáblája. A kis méretű emlékmű egy nagyjából egy méter húsz centiméter magas terméskőből kirakott posztamensre lett felhelyezve, szövege: „gr. Batthyány Elemér 1891-1907”, ami a gróf lovaregyleti elnökségének idejét jelöli.[33]